# Montemaggiore al Metauro
Montemaggiore al Metauro är en ort och frazione i kommunen Colli al Metauro i provinsen Pesaro e Urbino i regionen Marche i Italien.
Montemaggiore al Metauro var en tidigare kommen som den 1 januari 2017 tillsammans med kommunerna Saltara och Serrungarina bildade den nya kommunen Colli al Metauro. Den tidigare kommunen hade 2 874 invånare (2016).